# Zistersdorf
Zistersdorf – miasto w Austrii, w kraju związkowym Dolna Austria, w powiecie Gänserndorf. Liczy 5 354 mieszkańców (1 stycznia 2017).

## Współpraca
Miejscowości partnerskie:
- Hodonín, Czechy
- Nienhagen, Niemcy
- Zwettl-Niederösterreich, Dolna Austria